# Teruaki Yamagishi
Teruaki Yamagishi (Tóquio, 04 de dezembro de 1934 - Manaus, 27 de maio de 2022) foi um consultor de gestão japonês, que trabalhou em Manaus, Brasil. Ele foi o diretor executivo da Consultoria Yamagishi. Veja uma entrevista do Sr. Yamagishi 
Foi reconhecido pelo governo japonês pela sua contribuição inestimável para ajudar as empresas japonesas para construir suas fábricas em Manaus.
A Consultoria Yamagishi foi certificada pela ISO 9001.
Defendia a criação do Zoneamento Ecológico-Econômico (ZEE) para o estado do Amazonas, o que viabilizaria negócios e investimentos para o estado. Além disso, propôs que toda fábrica instalada no parque industrial do Amazonas possuisse um Selo Ambiental, pois cada empregado do distrito industrial é menos um a se aventurar na exploração da floresta amazônica. O impacto positivo pode ser mensurado calculando-se o número de trabalhadores do distrito industrial dos últimos 55 anos.